# Коротченко Сергій Валентинович
Сергій Валентинович Коротченко — солдат Збройних Сил України, учасник російсько-української війни, що загинув у ході російського вторгнення в Україну в 2022 році.

## Життєпис
Народився 1986 року в селі Діброва (з 2020 року — Диканської селищної громади) Полтавського району на Полтавщині. З 2014 року брав участь у бойових діях в АТО на сході України. З початком повномасштабного російського вторгнення в Україну був мобілізований та перебував на передовій у складі 81-ої окремої аеромобільної бригади десантно-штурмових військ ЗСУ, обіймав військову посаду навідника першого десантно-штурмового взводу.
Загинув під час масованого обстрілу села Малинівки поблизу міста Гуляйполя Запорізької області 6 травня 2022 року. Чин прощання із Сергієм та загиблими побратимами, старшим солдатом Євгенієм Горенком, солдатами Юрій Гапулою, Микитою Луговим та Дмитром Рябичем, а також старшим солдатом Євгеном Цукановим й солдатами Олександром Дерієм та Олександром Шинкаренком відбувся 10 травня 2022 року біля Свято-Успенського кафедрального собору Полтави. Поховали загиблого 11 травня 2022 року в рідному селі Діброва Диканської селищної громади.

## Нагороди
- Орден «За мужність» III ступеня (2022, посмертно) — за особисту мужність і самовіддані дії, виявлені у захисті державного суверенітету та територіальної цілісності України, вірність військовій присязі[7].